# Српски Итебеј
Српски Итебеј (мађ. Szerbittabé) је насеље у општини Житиште, у Средњобанатском управном округу, у Србији. Према попису из 2022. било је 1612 становника (према попису из 2011. било је 1969 становника).

## Историја
Насеље је настало 1221. године. Документи о овом насељавању се чува у Државном историјском архиву у Будимпешти. У архиву Ватикана постоје подаци из 1332, 1337. године, где на основу спискова сакупљен одређени порез (десетина). И овде је забележен назив места ITTEBE. Итебеј се спомиње и у Крушевачком поменику 1319. године.
Итебеј је 1764. године православна парохија у Елемирском протопрезвитерату. Аустријски царски ревизор Ерлер је 1774. године констатовао да се место "Итебе" налази у Бечкеречком округу и дистрикту. Становништво је било српско. Када је 1797. године пописан православни клир у "Итебеју" су пописана четири свештеника, који су се служили само српским језиком, изузев ђакона који је знао и мађарски језик. Били су то пароси, поп Николаје Бедричић, поп Симеон Церњански (рукоп. 1763), поп Јован Лонгинов (1782), поп Трифун Рајић (старији; 1785) те ђакон и учитељ Трифун Рајић (млађи; 1796).
Са градњом православне цркве започело се 1765. године а завршена је 1769. године. Иконостас је завршио Димитрије Поповић — сликар Великобечкеречки 1777. године.
Католичку цркву су саградили велепоседник Имре Јеноваји (Jenovay Imre) и парламентарни посланик Пал Демко (Demkó Pál) крајем XIX. века; освећена је 23. септембра 1898. oд чанадског бискупа Шандор Дежефи (Dessewffy Sándor) .

## Демографија
У насељу Српски Итебеј живи 1919 пунолетних становника, а просечна старост становништва износи 41,6 година (39,1 код мушкараца и 44,0 код жена). У насељу има 907 домаћинстава, а просечан број чланова по домаћинству је 2,65.
Ово насеље је углавном насељено Србима (према попису из 2002. године), а у последња три пописа, примећен је пад у броју становника.
|  |

| Демографија | Демографија | Демографија |
| Година      | Становника  | Становника  |
| ----------- | ----------- | ----------- |
| 1948.       | 5.376       |             |
| 1953.       | 5.013       |             |
| 1961.       | 4.634       |             |
| 1971.       | 4.058       |             |
| 1981.       | 3.281       |             |
| 1991.       | 2.873       | 2.812       |
| 2002.       | 2.405       | 2.539       |
| 2011.       | 1.969       |             |

| Етнички састав према попису из 2002.‍ | Етнички састав према попису из 2002.‍ | Етнички састав према попису из 2002.‍ | Етнички састав према попису из 2002.‍ | Етнички састав према попису из 2002.‍ |
| ------------------------------------ | ------------------------------------ | ------------------------------------ | ------------------------------------ | ------------------------------------ |
|                                      |                                      |                                      |                                      |                                      |
| Срби                                 | Срби                                 |                                      | 1.881                                | 78,21%                               |
| Мађари                               | Мађари                               |                                      | 255                                  | 10,60%                               |
| Роми                                 | Роми                                 |                                      | 119                                  | 4,94%                                |
| Југословени                          | Југословени                          |                                      | 26                                   | 1,08%                                |
| Хрвати                               | Хрвати                               |                                      | 10                                   | 0,41%                                |
| Румуни                               | Румуни                               |                                      | 6                                    | 0,24%                                |
| Албанци                              | Албанци                              |                                      | 4                                    | 0,16%                                |
| Македонци                            | Македонци                            |                                      | 3                                    | 0,12%                                |
| Словаци                              | Словаци                              |                                      | 2                                    | 0,08%                                |
| Црногорци                            | Црногорци                            |                                      | 1                                    | 0,04%                                |
| Украјинци                            | Украјинци                            |                                      | 1                                    | 0,04%                                |
| Немци                                | Немци                                |                                      | 1                                    | 0,04%                                |
| Бугари                               | Бугари                               |                                      | 1                                    | 0,04%                                |
| непознато                            | непознато                            |                                      | 9                                    | 0,37%                                |

| Година пописа     | 1948. | 1953. | 1961. | 1971. | 1981. | 1991. | 2002. |
| ----------------- | ----- | ----- | ----- | ----- | ----- | ----- | ----- |
| Број домаћинстава | 1.461 | 1.423 | 1.378 | 1.278 | 1.140 | 1.071 | 907   |

| Број чланова      | 1   | 2   | 3   | 4   | 5  | 6  | 7  | 8 | 9 | 10 и више | Просек |
| ----------------- | --- | --- | --- | --- | -- | -- | -- | - | - | --------- | ------ |
| Број домаћинстава | 257 | 251 | 129 | 168 | 56 | 28 | 13 | 1 | 2 | 2         | 2,65   |

| Пол    | Укупно | Неожењен/Неудата | Ожењен/Удата | Удовац/Удовица | Разведен/Разведена | Непознато |
| ------ | ------ | ---------------- | ------------ | -------------- | ------------------ | --------- |
| Мушки  | 986    | 326              | 552          | 70             | 35                 | 3         |
| Женски | 1.040  | 167              | 546          | 281            | 43                 | 3         |
| УКУПНО | 2.026  | 493              | 1.098        | 351            | 78                 | 6         |

| Пол    | Укупно                    | Пољопривреда, лов и шумарство | Рибарство                            | Вађење руде и камена | Прерађивачка индустрија       |
| ------ | ------------------------- | ----------------------------- | ------------------------------------ | -------------------- | ----------------------------- |
| Мушки  | 519                       | 292                           | 10                                   | 4                    | 106                           |
| Женски | 277                       | 144                           | 0                                    | 0                    | 52                            |
| УКУПНО | 796                       | 436                           | 10                                   | 4                    | 158                           |
| Пол    | Производња и снабдевање   | Грађевинарство                | Трговина                             | Хотели и ресторани   | Саобраћај, складиштење и везе |
| Мушки  | 0                         | 18                            | 22                                   | 5                    | 11                            |
| Женски | 0                         | 3                             | 35                                   | 3                    | 2                             |
| УКУПНО | 0                         | 21                            | 57                                   | 8                    | 13                            |
| Пол    | Финансијско посредовање   | Некретнине                    | Државна управа и одбрана             | Образовање           | Здравствени и социјални рад   |
| Мушки  | 1                         | 1                             | 27                                   | 8                    | 8                             |
| Женски | 1                         | 1                             | 3                                    | 21                   | 9                             |
| УКУПНО | 2                         | 2                             | 30                                   | 29                   | 17                            |
| Пол    | Остале услужне активности | Приватна домаћинства          | Екстериторијалне организације и тела | Непознато            | Непознато                     |
| Мушки  | 3                         | 0                             | 0                                    | 3                    | 3                             |
| Женски | 2                         | 1                             | 0                                    | 0                    | 0                             |
| УКУПНО | 5                         | 1                             | 0                                    | 3                    | 3                             |

### Галерија
- Православна црква
- Католичка црква